# Syzygium mauritsii
Syzygium mauritsii är en myrtenväxtart som beskrevs av Ined.. Syzygium mauritsii ingår i släktet Syzygium och familjen myrtenväxter.
Artens utbredningsområde är Filippinerna. Inga underarter finns listade i Catalogue of Life.